# Silberbach (Fränkische Rezat)
Der Silberbach ist ein etwa 8 km langer rechter Zufluss der Fränkischen Rezat in der mittelfränkischen kreisfreien Stadt und im Landkreis Ansbach.

## Name
Der Name rührt von dem klaren, silbern glänzenden Wasser des Bachs her.

## Geographie

### Verlauf
Der Silberbach entspringt westlich des Ansbacher Gemeindeteils Kurzendorf auf etwa 489 m ü. NHN zwischen der Gemeindeverbindungsstraße nach Dautenwinden (etwa 200 m nördlich) und der BAB 6 (etwa 600 m südlich).
Der Bach fließt überwiegend in Richtung Osten.
Er fließt durch das Ansbacher Dorf Kurzendorf, das er eingedohlt unterquert. Er lässt Bernhardswinden rechts liegen und unterquert die Kreisstraße ANs 3. Er fließt südlich am ursprünglichen Ortskern von Deßmannsdorf vorbei. Hier wird sein Tal von der in den 1980er Jahren errichteten Brücke der B13 überquert. Anschließend fließt er zwischen Brodswinden und Höfstetten nach Wallersdorf. Hier wendet er sich in Richtung Norden, bis er die Grenze zwischen der Stadt und dem Landkreis Ansbach überquert und von links den Feuchtlachgraben aufnimmt.
Von hier an fließt er für den Rest seines Laufs wieder in östlicher Richtung. Er wird unter dem talquerenden Bahndamm der Bahnstrecke Treuchtlingen–Würzburg durchgeführt, durchläuft dann das größtenteils linksseits liegende Dorf Steinbach und mündet dann wenig abwärts und auf 393 m ü. NHN von rechts in die Fränkische Rezat.

### Einzugsgebiet
Das Einzugsgebiet des Silberbachs ist etwa 22 km² groß. Naturräumlich gesehen liegt es auf den Bibert-Schwabach-Rezat-Platten, einem Teil des Unterraums Südliche Mittelfränkische Platten des Mittelfränkischen Beckens. Mit etwa 496 m ü. NHN ist es am höchsten an seinem westlichen Rand nahe dem Solarfeld entlang der BAB 6 etwa einen Kilometer südwestlich von Kurzendorf.
Reihum grenzen die Einzugsgebiete der folgenden Nachbargewässer an:
- im Norden liegt das Einzugsgebiet des Onolzbachs mit seinem Zufluss Dombach und das der aufnehmenden Fränkischen Rezat;
- im Osten grenzt das Einzugsgebiet des Rezat-Zuflusses Büchenbach an;
- im Süden verläuft die BAB 6 auf der Europäischen Hauptwasserscheide und trennt das Einzugsgebiet des Silberbachs von dem der Altmühl, welcher von der Scheide her der Hesselbach und der Schreinermühlbach zulaufen.[4]

### Zuflüsse
Die Liste enthält die Zuflüsse des Silberbachs von seiner Quelle bis zur Mündung. Die genannten Zahlen für Gewässerlänge und Mündungshöhe sind ca.-Werte, die auf Messungen im BayernAtlas beruhen. Zum Vergleich werden auch die entsprechenden Angaben zum Silberbach selbst genannt.
| Zufluss                  | Zufluss | Zufluss    | Mündung        | Mündung | Mündung                       |
| Name                     | Lage    | Länge (km) | Höhe (m.ü.NHN) | bei km  | Ort                           |
| ------------------------ | ------- | ---------- | -------------- | ------- | ----------------------------- |
| Klingengraben            | links   | 1,1        | 458            | 7,1     | Kurzendorf                    |
| (namenloser Bach)        | rechts  | 1,0        | 452            | 6,6     | Bernhardswinden               |
| Berhardswindener Graben  | rechts  | 1,3        | 433            | 4,9     | Deßmannsdorf                  |
| Meinhardswindener Graben | links   | 3,5        | 421            | 3,8     | Höfstetten                    |
| Brodswindener Bach       | rechts  | 3,3        | 408            | 2,7     | Wallersdorf                   |
| Feuchtlachgraben         | links   | 3,1        | 402            | 2,0     | zw. Wallersdorf und Steinbach |
| Silberbach               | n. a.   | 8,4        | 393            | 0,0     | östlich von Steinbach         |

## Mühlen
Die Wasserkraft des Silberbachs trieb früher zwei Mühlen und eine Hammerschmiede an.
| Mühle                                           | Ort                                             | Höhe (m) | Aktuelle Nutzung                | Bild |
| ----------------------------------------------- | ----------------------------------------------- | -------- | ------------------------------- | --- |
| Ursprung des Silberbachs bei Kurzendorf         | Ursprung des Silberbachs bei Kurzendorf         | 450      |                                 | |
| Louismühle                                      | zwischen Deßmannsdorf und Höfstetten            | 425      | Pferdehof                       | Bild gesucht Die Wikipedia wünscht sich an dieser Stelle ein Bild vom hier behandelten Ort. Weitere Infos zum Motiv findest du vielleicht auf der Diskussionsseite . Falls du dabei helfen möchtest, erklärt die Anleitung , wie das geht. BW |
| Höfstetter Mühle                                | südöstlich von Höfstetten                       | 417      |                                 | Bild gesucht Die Wikipedia wünscht sich an dieser Stelle ein Bild vom hier behandelten Ort. Weitere Infos zum Motiv findest du vielleicht auf der Diskussionsseite . Falls du dabei helfen möchtest, erklärt die Anleitung , wie das geht. BW |
| Hammerschmiede                                  | nördlich von Wallersdorf                        | 408      |                                 | Bild gesucht Die Wikipedia wünscht sich an dieser Stelle ein Bild vom hier behandelten Ort. Weitere Infos zum Motiv findest du vielleicht auf der Diskussionsseite . Falls du dabei helfen möchtest, erklärt die Anleitung , wie das geht. BW |
| Silbermühle                                     | nordöstlich von Wallersdorf                     | 401      | abgerissen in den 1950er Jahren | |
| Mündung des Silberbachs in die Fränkische Rezat | Mündung des Silberbachs in die Fränkische Rezat | 393      |                                 | |

### BayernAtlas („BA“)
Amtliche Online-Gewässerkarte mit passendem Ausschnitt und den hier benutzten Layern: Lauf und Einzugsgebiet des Silberbachs

Allgemeiner Einstieg ohne Voreinstellungen und Layer: BayernAtlas der Bayerischen Staatsregierung (Hinweise)
1. 1 2 3 4 5 6  Höhe abgefragt auf dem Hintergrundlayer Amtliche Karte (Rechtsklick).
2. 1 2  Länge abgemessen auf dem Hintergrundlayer Amtliche Karte.
3. ↑  Einzugsgebiet abgemessen auf dem Hintergrundlayer Amtliche Karte.

### Sonstige
1. ↑  Elisabeth Fechter: Die Ortsnamen des Landkreises Ansbach. Inaugural-Dissertation. Erlangen 25. Juli 1955, DNB 480570132, OCLC 872378821, S. 173 (212 S.).
2. ↑  Relation: Silberbach (16315562). In: OpenStreetMap. OSM, abgerufen am 13. September 2023.
3. ↑  Franz Tichy: Geographische Landesaufnahme: Die naturräumlichen Einheiten auf Blatt 163 Nürnberg. Bundesanstalt für Landeskunde, Bad Godesberg 1973. → Online-Karte (PDF; 4,0 MB)
4. ↑  Quellschüttung Regnitz. In: Gewässerkundlicher Dienst Bayern. Bayerisches Landesamt für Umwelt, 2023, abgerufen am 13. September 2023.